# 陳麗敏
陳麗敏 ，GLM，OMP（1954年6月—）於1974年進入公職；為澳門特別行政區首任行政法務司司長，亦是澳門行政會委員。

## 生平

### 學歷
陳麗敏獲亞洲（澳門）國際公開大學工商管理碩士學位；1993年7月至1994年於北京語言大學接受中文及公共行政培訓；她能操中文、葡文、英文和意大利文等多種語言。

### 經歷
陳麗敏於澳門出生；她於1974年加入澳葡政府；1983年起出任經濟司紡織協議處處長；1985年被獲派往澳葡政府駐布魯塞爾聯絡處負責協調與世界貿易組織的工作；1987年返回澳門出任經濟司配額管理處處長。1995年升為經濟司副司長；並於1998年10月晉升為司長。
1999年8月，陳麗敏獲中國國務院任命為澳門特別行政區政府行政法務司司長；並於2004年12月4日再度被任命為行政法務司司長 外，同月15日獲澳門行政長官委任為澳門行政會委員
。

### 其他職務
陳麗敏曾出任澳葡政府經濟委員會副主席、社會協調常設委員會副協調員、澳門世界貿易中心股東大會秘書、
基本法諮詢委員會常務委員等職務。

### 榮譽
- 1987年獲澳葡政府頒授專業功績勳章及公開表揚；
- 1988年獲頒授勞績勳章[4]；
- 澳門特別行政區公布2015年度授勳名單，陳麗敏獲頒授金蓮花榮譽勳章。

## 爭議

### 行政法務領域滯後
澳門立法會議員對其多有指控，在行政法務司下成立了諸多辦公室，法務工作卻一直沒有進展，又指成立的辦公室後的再合併撤銷與工作再分配，任務進度卻是原地踏步。

### 墓地門事件
2011年8月，有澳門報章披露，行政法務司長陳麗敏管治下的臨時澳門市政局在改制為民政總署的十多天前，匆匆訂立並通過了一「內部規章」，其內容卻非管理組織內部的規章，而是為墓地制定批給和價格機制的「外部規章」，臨市局此舉已超過了法律賦予的規章訂立權限。該規章定立後馬上進行十個墓地批給，其中一獲批者是服務陳麗敏十年的法律顧問的家屬。
事件中陳麗敏被各方究責其政治責任和作為「監督實體」的責任，其後廉政公署的報告卻只調查陳麗敏的法律責任而非政治責任，並總結違法事實的追訴期已過，並無對事件各方進行檢控。
然而針對調查期間懷疑重要原始文件文落的問題，澳門檢察院開立調查卷宗，調查事件中是否有人妨礙司法公正。而澳門立法會直選的民主派議員吳國昌和陳偉智提出對事件召開聽證會的動議，也被立法會以大比數否決。陳麗敏在事件中對公眾的解釋在迴避自己的政治責任，而特區政府對此事態度曖昧，淡化了事件對《澳門基本法》土地屬國家所有條文的違反和官員應有的政治責任。